# Суельо
Суѐльо (на италиански: Sueglio, на западноломбардски: Süei, Сюей) е село и община в Северна Италия, провинция Леко, регион Ломбардия. Разположено е на 775 m надморска височина. Населението на общината е 144 души (към 2014 г.).